# Constantin Iftodi
Constantin Iftodi (* 5. Dezember 1924 in Piatra Neamț, Kreis Neamț; † 27. Dezember 2000 in Bukarest) war ein rumänischer Politiker der Rumänischen Kommunistischen Partei PCR (Partidul Comunist Român) und Diplomat, der unter anderem zwischen 1982 und 1988 Botschafter in der Demokratischen Volksrepublik Korea (DVRK) war.

## Leben
Constantin Iftodi besuchte zwischen 1935 und 1943 das Militärgymnasium in Iași und absolvierte daraufhin zwischen 1943 und Mai 1945 eine Offiziersausbildung an der Offiziersschule der Flugabwehrartillerie. 1945 nahm er an militärischen Einsätzen in der Tschechoslowakei teil und wurde im Mai 1945 zum Unterleutnant (Sublocotenent) befördert. Er diente als Offizier des 8. Flugabwehr-Artillerie-Regiment, wo er eine Suchscheinwerferabteilung befehligte und wurde im November 1946 in die Reserve versetzt. Danach begann er 1946 ein Studium der Agrarwissenschaften am Landwirtschaftlichen Institut Iași und beendete dieses 1950 als Agraringenieur. Während des Studiums wurde er Kommunistischen Jugendunion UTC (Uniunea Tineretului Comunist) und engagierte sich als deren Verantwortlicher für Kulturarbeit am Landwirtschaftlichen Institut Iași. Nach Abschluss seines Studiums war er zwischen 1950 und 1951 Leiter der Abteilung Landwirtschaft in Darabani und wurde 1951 Mitglied des Komitees der nunmehrigen Union der Arbeiterjugend UTM (Uniunea Tineretului Muncitor) sowie Chefagronom der Maschinen-Traktoren-Station (Stațiunea de Mașini și Tractoare) in Darabani. Im Oktober 1954 wurde er Kandidat zur Aufnahme in die Rumänische Arbeiterpartei PMR (Partidul Muncitoresc Român), ehe er im Dezember 1956 deren Mitglied wurde. In dieser Zeit war er von 1955 bis 1957 zunächst Agronom sowie 1957 Chef-Agronom der Abteilung Landwirtschaft des Volksrates der Region Suceava und wurde zugleich 1957 Mitglied des Organisationsbüros des Parteikomitees dieser Abteilung sowie der Maschinen-Traktoren-Stationen in dieser Region.
Im November 1958 begann Iftodi ein postgraduales Studium der Fachrichtung Agrarökonomie am Polytechnischen Institut Bukarest, welches er im November 1960 abschloss. Daraufhin wurde er 1960 zunächst Vizepräsident des Exekutivkomitees des Volksrates der Region Suceava sowie im Februar 1964 Präsident des Landwirtschaftsrates dieser Region. Er wurde am 10. Februar 1966 Vizeminister für Landwirtschaft und Lebensmittelindustrie sowie zugleich Mitglied des Obersten Landwirtschaftsrates (Consiliul Superior al Agriculturii). Er fungierte zudem zeitweise als Vizepräsident der Nationalen Union der landwirtschaftlichen Produktionsgenossenschaften UNCAP (Uniunea Națională a Cooperativelor Agricole de Producție) und wurde am 2. Juni 1969 Vizepräsident des Staatlichen Planungskomitees (Comitetului de Stat al Planificării) im Range eines Vizeministers, ehe er im Anschluss zwischen dem 11. Mai 1972 und dem 27. Januar 1977 Leiter der Abteilung Lebensmittelindustrie im Ministerium für Landwirtschaft,
Lebensmittel- und Wasserindustrie wurde. Auf dem Elften Parteitag der PCR (24. bis 27. November 1974) wurde er Kandidat des Zentralkomitees (ZK) der PCR und behielt diese Funktion bis zum darauf folgenden Zwölften Parteitag der PCR (19. bis 23. November 1979). 1975 wurde er ferner Mitglied der Großen Nationalversammlung (Marea Adunare Națională) und vertrat in dieser bis 1980 den Wahlkreis Nr. 5 Tătăranu im Kreis Vrancea.
Constantin Iftodi übernahm zwischen dem 8. Februar 1977 und dem 22. September 1981 erneut das Amt als Vizepräsident des Staatlichen Planungskomitees und wurde zuletzt am 23. März 1982 außerordentlicher und bevollmächtigter Botschafter in der Demokratischen Volksrepublik Korea (DVRK). Er verblieb auf diesem diplomatischen Posten in Pjöngjang bis zum 13. März 1988 und wurde daraufhin von Nicolae Gârbă abgelöst.